# كالفاريا
كالفاريا (بالإنجليزية: Kalvarija, Lithuania) هي منطقة سكنية تقع في ليتوانيا في Kalvarija municipality. يقدر عدد سكانها بـ 5,066 نسمة .

## أعلام
- إلياس أفيري لوي
- ماير لندن